# 小企鵝大長征
《小企鵝大長征》（法語： [lamaʁʃ dəlɑ̃ˈpʁœʁ]），2005年的法國生態紀錄片，由洛·積昆徹執導及編劇，內容描繪處於南極洲的皇帝企鵝每年為了生存和繁衍而進行的艱苦旅程。
在2006年，此片獲第78屆奧斯卡金像獎最佳紀錄片獎。

## 配音演員表
| 版本       | 旁白        | 企鵝爸爸               | 企鵝媽媽               | 小企鵝                 |
| ---------- | ----------- | ---------------------- | ---------------------- | ---------------------- |
| 法語原版   | 沒有        | 查爾斯·貝林            | 羅曼妮·布寧格          | Jules Sitruk           |
| 英語版     | 摩根·弗里曼 | 沒有；以第三人角度旁白 | 沒有；以第三人角度旁白 | 沒有；以第三人角度旁白 |
| 香港版     | 黃志淙      | 陳奕迅                 | 蔡卓妍                 |                        |
| 台灣版     |             | 戴立忍                 | 賈靜雯                 |                        |
| 中国大陆版 |             | 何炅                   | 陶红                   | 胡静                   |

## 製作
此片花了攝影師一年時間拍攝，期間兩人住在位於阿德利蘭的法屬迪蒙·迪爾維爾基地。

## 票房
台灣方面，前景公司再次不按牌理出牌，以高達63個拷貝的大規模聯映方式，發行了紀錄片《企鵝寶貝》，最終票房超過3500萬，不僅打破了台灣史上紀錄片發行的票房紀錄，且在短短半年內再度開創另一波的「動物」風潮。

## 參註
1. ↑  .   [2010-03-31]. （原始内容存档于2015-05-20）.

## 外部連結
- 官方网站
- 互联网电影数据库（IMDb）上《小企鵝大長征》的资料（英文）
- AllMovie上《小企鵝大長征》的资料（英文）
- 爛番茄上《小企鵝大長征》的資料（英文）
- Box Office Mojo上《小企鵝大長征》的資料（英文）